# Torneo Clausura 2007 Primera División 'A'
El Torneo Clausura 2007 representó la segunda vuelta del ciclo futbolístico 2006-2007 de la Primera División 'A', se celebró entre los meses de enero y mayo de 2007. 
Dorados de Sinaloa conquistó su segundo título de la categoría tras vencer al León por 5-4 en el marcador global, por lo que se hizo con el derecho de jugar la final por el ascenso contra el Puebla, siendo el conjunto poblano el que finalmente conseguiría su ascenso a la Primera División. Otros clubes que tuvieron una buena actuación fueron el Pegaso Real Colima, Pumas Morelos, Tiburones Rojos de Coatzacoalcos y Cruz Azul Hidalgo. Por el lado contrario, el equipo de Monarcas Morelia A descendería a la Segunda División.
Respecto al torneo anterior, hubo tres cambios en la denominación y/o sede de equipos: El América trasladó a su filial Zacatepec a la Ciudad de México donde sería renombrado como Socio Águila; Tijuana Gallos Caliente se convirtió en Celaya; y como consecuencia del movimiento anterior, los Guerreros de Tabasco fueron adquiridos y movidos a la ciudad de Tijuana donde pasarían a ser conocidos como Xoloizcuintles de Tijuana.

## Cambios
- Zacatepec trasladó su franquicia a la Ciudad de México y se convirtió en  Socio Águila como una filial del  América.

- Gallos de Caliente fue renombrado  Celaya y se trasladó a la  ciudad homónima.

- Un grupo de empresarios de Tijuana trasladó la franquicia de Guerreros de Tabasco y la convirtió en  Xolos de Tijuana.

 En negritas se encuentran resaltados los clubes recién llegados a la Primera División 'A' Torneo Clausura 2007.

## Sistema de competición
Los 24 equipos participantes se dividieron en 2 grupos de 12 equipos, los conjuntos juegan las primeras 11 jornadas contra sus rivales de grupo, mientras que en las últimas 6 disputan partidos contra clubes de la otra agrupación. Los cuatro mejores equipos de cada grupo son los que clasifican a la ronda de cuartos de final, por lo que se elimina el repechaje.
- Fase de calificación: es la fase regular de clasificación que se integra por las 17 jornadas del torneo de aquí salen los mejores 8 equipos para la siguiente fase.

- Fase final: se sacarán o calificarán los mejores 8 de la tabla general y se organizarán los cuartos de final con el siguiente orden: 1º vs 8º, 2º vs 7º, 3º vs 6º y 4º vs 5º, siguiendo así con semifinales, y por último la final, todos los partidos de la fase final serán de ida y vuelta.

### Fase de calificación
En la fase de calificación participaron 24 clubes de la Primera División A profesional jugando todos contra todos durante las 17 jornadas respectivas, a un solo partido. 
Se observará el sistema de puntos. La ubicación en la tabla general está sujeta a lo siguiente:
- Por juego ganado se obtendrán tres puntos.
- Por juego empatado se obtendrá un punto.
- Por juego perdido no se otorgan puntos.

El orden de los clubes al final de la Fase de Calificación del Torneo corresponderá a la suma de los puntos obtenidos por cada uno de ellos y se presentará en forma descendente. Si al finalizar las 17 jornadas del Torneo, dos o más clubes estuviesen empatados en puntos, su posición en la Tabla general será determinada atendiendo a los siguientes criterios de desempate:
1. Mejor diferencia entre los goles anotados y recibidos.
2. Mayor número de goles anotados.
3. Marcadores particulares entre los clubes empatados.
4. Mayor número de goles anotados como visitante.
5. Mejor ubicación en la Tabla general de cocientes.
6. Tabla Fair Play.
7. Sorteo.

Participan por el título de Campeón de la Primera División 'A' en el Torneo Apertura 2006, automáticamente los primeros 4 lugares de cada grupo sin importar su ubicación en la tabla general calificaran, más los segundos mejores 4 lugares de cada grupo, si algún segundo lugar se ubicara bajo los primeros 8 lugares de la tabla general accederá a una fase de reclasificación contra un tercer o cuarto lugar ubicado entre los primeros ocho lugares de la tabla general. Tras la fase de reclasificación los equipos clasificados a cuartos de final por el título serán 8; estos se ordenarán según su posición general en la tabla, si alguno más bajo eliminara a uno más alto, los equipos se recorrerán según su lugar obtenido.

### Fase final
- Calificarán los mejores ocho equipos de la tabla general jugando Cuartos de final en el siguiente orden de enfrentamiento, que será el mejor contra el peor equipo

clasificado:
- 1° vs 8°
- 2° vs 7°
- 3° vs 6°
- 4° vs 5°

- En semifinales participarán los cuatro clubes vencedores de cuartos de final, reubicándolos del uno al cuatro, de acuerdo a su mejor posición en la Tabla general de clasificación al término de la jornada 19, enfrentándose 1° vs 4° y 2° vs 3°.

- Disputarán el título de Campeón del Torneo Apertura 2006 los dos clubes vencedores de la fase semifinal.

Todos los partidos de esta fase serán en formato de ida y vuelta, eligiendo siempre el club que haya quedado mejor ubicado en la Tabla general de clasificación el horario de su partido como local.
En este torneo el club que ganara el título obtiene su derecho de ser necesario el juego de ascenso a Primera División Profesional; para que tal juego se pueda efectuar deberá haber un ganador distinto en el Torneo Apertura 2006, en caso de que el campeón vigente lograra ganar dicho campeonato, ascenderá automáticamente sin necesidad de jugar esta serie.

## Equipos participantes
| Entidad Federativa | N.º | Equipos                                |
| ------------------ | --- | -------------------------------------- |
| Jalisco            | 3   | Académicos de Atlas, Tapatío y Tecos A |
| Guanajuato         | 3   | Celaya, Salamanca y León               |
| Tamaulipas         | 2   | Correcaminos y Tampico Madero          |
| Sinaloa            | 2   | Dorados de Sinaloa y Tigres Mochis     |
| Puebla             | 2   | Lobos BUAP y Puebla                    |
| Morelos            | 1   | Pumas Morelos                          |
| Estado de México   | 1   | Atlético Mexiquense                    |
| Veracruz           | 1   | Tiburones Rojos de Coatzacoalcos       |
| Hidalgo            | 1   | Cruz Azul Hidalgo                      |
| Durango            | 1   | Alacranes de Durango                   |
| Chihuahua          | 1   | Indios de Ciudad Juárez                |
| Michoacán          | 1   | Monarcas Morelia A                     |
| Baja California    | 1   | Tijuana                                |
| Colima             | 1   | Pegaso Real Colima                     |
| Ciudad de México   | 1   | Socio Águila                           |
| Nuevo León         | 1   | Rayados A                              |
| Coahuila           | 1   | Santos Laguna A                        |

### Información sobre los equipos
| Equipo                           | Ciudad                                | Estadio                  | Capacidad | Club de Afiliación          |
| -------------------------------- | ------------------------------------- | ------------------------ | --------- | --------------------------- |
| Académicos                       | Zapotlanejo, Jalisco                  | Miguel Hidalgo           | 4,000     | Atlas                       |
| Atlético Mexiquense              | Ixtapan de la Sal, Estado de México   | Ixtapan 90               | 4,000     | Toluca                      |
| Celaya                           | Celaya, Guanajuato                    | Miguel Alemán            | 24,000    | Querétaro                   |
| Correcaminos de la UAT           | Ciudad Victoria, Tamaulipas           | Marte R. Gómez           | 19,000    | Ninguno                     |
| Cruz Azul Hidalgo                | Ciudad Cooperativa Cruz Azul, Hidalgo | 10 de diciembre          | 17,000    | Cruz Azul                   |
| Dorados de Sinaloa               | Culiacán, Sinaloa                     | Banorte                  | 19,000    | Necaxa                      |
| Durango                          | Durango, Durango                      | Francisco Zarco          | 15,000    | Ninguno                     |
| Indios                           | Ciudad Juárez, Chihuahua              | Olímpico Benito Juárez   | 22,000    | Pachuca                     |
| León                             | León, Guanajuato                      | Nou Camp                 | 30,000    | Ninguno                     |
| Lobos BUAP                       | Puebla, Puebla                        | Cuauhtémoc               | 42,600    | Ninguno                     |
| Monarcas Morelia A               | Morelia, Michoacán                    | Morelos                  | 39,000    | Monarcas Morelia            |
| Pegaso Real Colima               | Colima, Colima                        | Colima                   | 17,000    | Atlante                     |
| Puebla                           | Puebla, Puebla                        | Cuauhtémoc               | 42,600    | Ninguno                     |
| Pumas Morelos                    | Cuernavaca, Morelos                   | Centenario de Cuernavaca | 14,800    | Pumas UNAM                  |
| Rayados A                        | Santiago, Nuevo León                  | El Barrial               | 1,000     | Monterrey                   |
| Salamanca                        | Salamanca, Guanajuato                 | Olímpico Sección 24      | 10,000    | Jaguares de Chiapas         |
| Santos Laguna A                  | Torreón, Coahuila                     | Corona                   | 19,000    | Santos Laguna               |
| Socio Águila                     | Ciudad de México                      | Azteca                   | 114,600   | América                     |
| Tampico Madero                   | Tampico - Ciudad Madero, Tamaulipas   | Tamaulipas               | 20,000    | San Luis                    |
| Tapatío                          | Guadalajara, Jalisco                  | Jalisco                  | 63,000    | Guadalajara                 |
| Tecos A                          | Zapopan, Jalisco                      | Tres de Marzo            | 25,000    | Tecos de la UAG             |
| Tiburones Rojos de Coatzacoalcos | Coatzacoalcos, Veracruz               | Rafael Hernández Ochoa   | 4,800     | Tiburones Rojos de Veracruz |
| Tigres Mochis                    | Los Mochis, Sinaloa                   | Centenario Los Mochis    | 7,000     | Tigres UANL                 |
| Tijuana                          | Tijuana, Baja California              | Unidad Deportiva CREA    | 10,000    | Ninguno                     |

En negritas se encuentran resaltados los clubes que sí contaban con derecho al ascenso en el Torneo Clausura 2007.

## Torneo Regular
| Tecos A            | 0-1 | Celaya              | Tres de Marzo          | 12 de enero | 16:30         |
| Pumas Morelos      | 2-0 | Socio Águila        | Centenario Cuernavaca  | 13 de enero | 15:00         |
| Durango            | 1-1 | Tapatío             | Francisco Zarco        | 13 de enero | 15:30         |
| Dorados            | 2-0 | León                | Banorte                | 13 de enero | 19:00L-20:00C |
| Tampico Madero     | 2-3 | Cruz Azul Hidalgo   | Tamaulipas             | 13 de enero | 21:00         |
| Rayados A          | 2-2 | TR Coatzacoalcos    | El Barrial             | 14 de enero | 12:00         |
| Correcaminos       | 3-0 | Tijuana             | Marte R. Gómez         | 14 de enero | 12:00         |
| Salamanca          | 3-0 | Académicos          | Olímpico Sección 24    | 14 de enero | 12:00         |
| Monarcas Morelia A | 1-2 | Tigres Mochis       | Centenario Los Mochis  | 14 de enero | 12:00         |
| Indios             | 3-1 | Atlético Mexiquense | Olímpico Benito Juárez | 14 de enero | 13:00L-14:00C |
| Pegaso Real Colima | 2-2 | Santos Laguna A     | Colima                 | 15 de enero | 20:00         |
| Lobos BUAP         | 1-3 | Puebla              | Cuauhtémoc             | 24 de enero | 20:00         |

| Socio Águila        | 2-0 | Correcaminos       | Azteca                 | 19 de enero | 14:00         |
| Santos Laguna A     | 1-3 | Durango            | Corona                 | 20 de enero | 15:00         |
| Atlético Mexiquense | 1-2 | Lobos BUAP         | Ixtapan 90             | 20 de enero | 15:00         |
| TR Coatzacoalcos    | 1-0 | Tampico Madero     | Rafael Hernández Ochoa | 20 de enero | 19:00         |
| Tigres Mochis       | 1-1 | Tecos A            | Centenario Los Mochis  | 20 de enero | 19:30L-20:30C |
| Puebla              | 5-1 | Rayados A          | Cuauhtémoc             | 21 de enero | 12:00         |
| León                | 1-1 | Salamanca          | León                   | 21 de enero | 12:00         |
| Tapatío             | 0-1 | Dorados            | Jalisco                | 21 de enero | 12:00         |
| Cruz Azul Hidalgo   | 2-0 | Pumas Morelos      | 10 de Diciembre        | 21 de enero | 12:00         |
| Celaya              | 2-1 | Pegaso Real Colima | Corregidora            | 21 de enero | 12:00         |
| Tijuana             | 0-2 | Indios             | Unidad Deportiva CREA  | 21 de enero | 13:00L-15:00C |
| Académicos          | 0-4 | Monarcas Morelia A | Miguel Hidalgo         | 22 de enero | 16:00         |

| Tecos A            | 2-1 | Académicos          | Tres de Marzo          | 26 de enero | 16:30         |
| Pumas Morelos      | 1-1 | TR Coatzacoalcos    | Centenario Cuernavaca  | 27 de enero | 15:00         |
| Tampico Madero     | 2-1 | Puebla              | Tamaulipas             | 27 de enero | 15:30         |
| Dorados            | 1-0 | Durango             | Banorte                | 27 de enero | 19:00L-20:00C |
| Rayados A          | 2-1 | Atlético Mexiquense | El Barrial             | 28 de enero | 12:00         |
| Salamanca          | 2-1 | Tapatío             | Olímpico Sección 24    | 28 de enero | 12:00         |
| Lobos BUAP         | 3-1 | Tijuana             | Cuauhtémoc             | 28 de enero | 12:00         |
| Monarcas Morelia A | 1-2 | León                | Morelos                | 28 de enero | 12:00         |
| Cruz Azul Hidalgo  | 2-1 | Socio Águila        | 10 de Diciembre        | 28 de enero | 12:00         |
| Indios             | 2-0 | Correcaminos        | Olímpico Benito Juárez | 28 de enero | 13:00L-14:00C |
| Celaya             | 2-0 | Santos Laguna A     | Miguel Alemán Valdés   | 28 de enero | 15:00         |
| Pegaso Real Colima | 1-1 | Tigres Mochis       | Colima                 | 29 de enero | 20:00         |

| Socio Águila        | 3-0 | Indios             | Azteca                 | 2 de febrero | 14:00         |
| Académicos          | 1-6 | Pegaso Real Colima | Miguel Hidalgo         | 3 de febrero | 12:00         |
| Tijuana             | 2-1 | Rayados A          | Unidad Deportiva CREA  | 3 de febrero | 13:00L-15:00C |
| Santos Laguna A     | 0-1 | Dorados            | Corona                 | 3 de febrero | 15:00         |
| Atlético Mexiquense | 2-3 | Tampico Madero     | Ixtapan 90             | 3 de febrero | 15:00         |
| Durango             | 3-1 | Salamanca          | Francisco Zarco        | 3 de febrero | 15:30         |
| TR Coatzacoalcos    | 3-2 | Cruz Azul Hidalgo  | Rafael Hernández Ochoa | 3 de febrero | 17:00         |
| Tigres Mochis       | 1-0 | Celaya             | Centenario Los Mochis  | 3 de febrero | 19:30L-20:30C |
| Puebla              | 2-1 | Pumas Morelos      | Cuauhtémoc             | 4 de febrero | 12:00         |
| León                | 2-1 | Tecos A            | León                   | 4 de febrero | 12:00         |
| Correcaminos        | 4-0 | Lobos BUAP         | Marte R. Gómez         | 4 de febrero | 12:00         |
| Tapatío             | 2-0 | Monarcas Morelia A | Jalisco                | 4 de febrero | 12:00         |

| Pumas Morelos      | 2-1 | Atlético Mexiquense | Centenario Cuernavaca  | 7 de febrero | 15:00         |
| Cruz Azul Hidalgo  | 0-1 | Puebla              | 10 de Diciembre        | 7 de febrero | 15:00         |
| Celaya             | 5-0 | Académicos          | Miguel Alemán Valdés   | 7 de febrero | 15:00         |
| Tampico Madero     | 1-2 | Tijuana             | Tamaulipas             | 7 de febrero | 15:00         |
| Lobos BUAP         | 2-5 | Indios              | Cuauhtémoc             | 7 de febrero | 16:00         |
| Salamanca          | 1-1 | Dorados             | Olímpico Sección 24    | 7 de febrero | 16:00         |
| Monarcas Morelia A | 3-1 | Durango             | Morelos                | 7 de febrero | 16:00         |
| Tecos A            | 1-1 | Tapatío             | Tres de Marzo          | 7 de febrero | 16:30         |
| TR Coatzacoalcos   | 4-1 | Socio Águila        | Rafael Hernández Ochoa | 7 de febrero | 17:00         |
| Tigres Mochis      | 0-0 | Santos Laguna A     | Centenario Los Mochis  | 7 de febrero | 19:30L-20:30C |
| Rayados A          | 1-1 | Correcaminos        | El Barrial             | 8 de febrero | 15:00         |
| Pegaso Real Colima | 2-1 | León                | Colima                 | 8 de febrero | 20:00         |

| Socio Águila        | 1-0 | Lobos BUAP         | Azteca                 | 10 de febrero | 14:00         |
| Atlético Mexiquense | 0-2 | Cruz Azul Hidalgo  | Ixtapan 90             | 10 de febrero | 15:00         |
| Durango             | 0-0 | Tecos A            | Francisco Zarco        | 10 de febrero | 15:30         |
| Dorados             | 7-0 | Monarcas Morelia A | Banorte                | 10 de febrero | 19:00L-20:00C |
| Correcaminos        | 3-1 | Tampico Madero     | Marte R. Gómez         | 11 de febrero | 12:00         |
| Puebla              | 1-1 | TR Coatzacoalcos   | Cuauhtémoc             | 11 de febrero | 12:00         |
| León                | 2-1 | Celaya             | León                   | 11 de febrero | 12:00         |
| Tapatío             | 2-1 | Pegaso Real Colima | Jalisco                | 11 de febrero | 12:00         |
| Académicos          | 3-2 | Tigres Mochis      | Miguel Hidalgo         | 11 de febrero | 12:00         |
| Santos Laguna A     | 3-3 | Salamanca          | Corona                 | 11 de febrero | 13:00         |
| Indios              | 1-1 | Rayados A          | Olímpico Benito Juárez | 11 de febrero | 13:00L-14:00C |
| Tijuana             | 1-2 | Pumas Morelos      | Unidad Deportiva CREA  | 11 de febrero | 13:00L-15:00C |

| Tecos A            | 0-3 | Dorados             | Tres de Marzo          | 16 de febrero | 16:30         |
| Pumas Morelos      | 0-2 | Correcaminos        | Centenario Cuernavaca  | 17 de febrero | 15:00         |
| TR Coatzacoalcos   | 1-0 | Atlético Mexiquense | Rafael Hernández Ochoa | 17 de febrero | 17:00         |
| Tigres Mochis      | 0-0 | León                | Centenario Los Mochis  | 17 de febrero | 19:30L-20:30C |
| Rayados A          | 1-1 | Lobos BUAP          | El Barrial             | 18 de febrero | 12:00         |
| Puebla             | 0-0 | Socio Águila        | Cuauhtémoc             | 18 de febrero | 12:00         |
| Académicos         | 2-0 | Santos Laguna A     | Miguel Hidalgo         | 18 de febrero | 12:00         |
| Monarcas Morelia A | 0-2 | Salamanca           | Morelos                | 18 de febrero | 12:00         |
| Celaya             | 2-0 | Tapatío             | Miguel Alemán Valdés   | 18 de febrero | 12:00         |
| Cruz Azul Hidalgo  | 0-1 | Tijuana             | 10 de Diciembre        | 18 de febrero | 12:00         |
| Tampico Madero     | 1-1 | Indios              | Tamaulipas             | 18 de febrero | 15:00         |
| Pegaso Real Colima | 1-0 | Durango             | Colima                 | 19 de febrero | 20:00         |

| Socio Águila        | 1-0 | Rayados A          | Azteca                 | 23 de febrero | 14:00         |
| Atlético Mexiquense | 3-1 | Puebla             | Ixtapan 90             | 24 de febrero | 15:00         |
| Durango             | 1-1 | Celaya             | Francisco Zarco        | 24 de febrero | 15:30         |
| Dorados             | 0-2 | Pegaso Real Colima | Banorte                | 24 de febrero | 19:00L-20:00C |
| León                | 1-0 | Académicos         | León                   | 25 de febrero | 12:00         |
| Correcaminos        | 3-4 | Cruz Azul Hidalgo  | Marte R. Gómez         | 25 de febrero | 12:00         |
| Lobos BUAP          | 4-1 | Tampico Madero     | Cuauhtémoc             | 25 de febrero | 12:00         |
| Salamanca           | 0-1 | Tecos A            | Olímpico Sección 24    | 25 de febrero | 12:00         |
| Tapatío             | 2-1 | Tigres Mochis      | Jalisco                | 25 de febrero | 12:00         |
| Santos Laguna A     | 0-1 | Monarcas Morelia A | Corona                 | 25 de febrero | 13:00         |
| Indios              | 1-1 | Pumas Morelos      | Olímpico Benito Juárez | 25 de febrero | 13:00L-14:00C |
| Tijuana             | 2-1 | TR Coatzacoalcos   | Unidad Deportiva CREA  | 25 de febrero | 13:00L-15:00C |

| TR Coatzacoalcos    | 1-0 | Correcaminos       | Rafael Hernández Ochoa | 2 de marzo | 15:00         |
| Tecos A             | 1-2 | Monarcas Morelia A | Tres de Marzo          | 2 de marzo | 16:30         |
| Atlético Mexiquense | 1-0 | Socio Águila       | Ixtapan 90             | 3 de marzo | 15:00         |
| Pumas Morelos       | 1-0 | Lobos BUAP         | Centenario Cuernavaca  | 3 de marzo | 16:00         |
| Tigres Mochis       | 2-1 | Durango            | Centenario Los Mochis  | 3 de marzo | 19:30L-20:30C |
| Tampico Madero      | 0-2 | Rayados A          | Tamaulipas             | 3 de marzo | 21:00         |
| Académicos          | 2-2 | Tapatío            | Miguel Hidalgo         | 4 de marzo | 12:00         |
| Cruz Azul Hidalgo   | 1-0 | Indios             | 10 de Diciembre        | 4 de marzo | 12:00         |
| Puebla              | 2-0 | Tijuana            | Cuauhtémoc             | 4 de marzo | 12:00         |
| León                | 2-1 | Santos Laguna A    | León                   | 4 de marzo | 12:00         |
| Celaya              | 2-1 | Dorados            | Miguel Alemán Valdés   | 4 de marzo | 15:00         |
| Pegaso Real Colima  | 1-1 | Salamanca          | Colima                 | 5 de marzo | 12:00         |

| Tecos A            | 4-1 | Santos Laguna A     | Tres de Marzo          | 9 de marzo  | 16:30         |
| Durango            | 0-0 | Académicos          | Francisco Zarco        | 10 de marzo | 15:30         |
| Monarcas Morelia A | 3-1 | Pegaso Real Colima  | Morelos                | 10 de marzo | 16:00         |
| Dorados            | 4-1 | Tigres Mochis       | Banorte                | 10 de marzo | 19:00L-20:00C |
| Tampico Madero     | 1-1 | Socio Águila        | Tamaulipas             | 10 de marzo | 21:00         |
| Rayados A          | 1-0 | Pumas Morelos       | El Barrial             | 11 de marzo | 12:00         |
| Lobos BUAP         | 2-4 | Cruz Azul Hidalgo   | Cuauhtémoc             | 11 de marzo | 12:00         |
| Salamanca          | 1-1 | Celaya              | Olímpico Sección 24    | 11 de marzo | 12:00         |
| Correcaminos       | 0-3 | Puebla              | Marte R. Gómez         | 11 de marzo | 12:00         |
| Tapatío            | 0-1 | León                | Jalisco                | 11 de marzo | 12:00         |
| Indios             | 2-1 | TR Coatzacoalcos    | Olímpico Benito Juárez | 11 de marzo | 13:00L-14:00C |
| Tijuana            | 2-0 | Atlético Mexiquense | Unidad Deportiva CREA  | 11 de marzo | 13:00L-15:00C |

| Socio Águila        | 3-2 | Tijuana            | Club América Coapa     | 16 de marzo | 14:00         |
| Santos Laguna A     | 1-0 | Tapatío            | Corona                 | 17 de mazo  | 15:00         |
| Atlético Mexiquense | 1-1 | Correcaminos       | Ixtapan 90             | 17 de mazo  | 15:00         |
| Pumas Morelos       | 2-2 | Tampico Madero     | Centenario Cuernavaca  | 17 de mazo  | 16:00         |
| TR Coatzacoalcos    | 2-1 | Lobos BUAP         | Rafael Hernández Ochoa | 17 de mazo  | 17:00         |
| Tigres Mochis       | 0-0 | Salamanca          | Centenario Los Mochis  | 17 de mazo  | 19:30L-20:30C |
| Académicos          | 0-1 | Dorados            | Miguel Hidalgo         | 18 de marzo | 12:00         |
| Cruz Azul Hidalgo   | 2-1 | Rayados A          | 10 de Diciembre        | 18 de marzo | 12:00         |
| Puebla              | 2-1 | Indios             | Cuauhtémoc             | 18 de marzo | 12:00         |
| León                | 1-0 | Durango            | León                   | 18 de marzo | 12:00         |
| Celaya              | 1-1 | Monarcas Morelia A | Miguel Alemán Valdés   | 18 de marzo | 15:00         |
| Pegaso Real Colima  | 2-2 | Tecos A            | Colima                 | 19 de marzo | 20:00         |

| Tapatío            | 1-1 | Tampico Madero      | Jalisco               | 22 de marzo | 12:00         |
| Socio Águila       | 0-1 | León                | Club América Coapa    | 23 de marzo | 14:00         |
| Durango            | 1-1 | Indios              | Francisco Zarco       | 24 de marzo | 15:30         |
| Pumas Morelos      | 0-0 | Celaya              | Centenario Cuernavaca | 24 de marzo | 16:00         |
| Dorados            | 3-2 | Tijuana             | Banorte               | 24 de marzo | 19:00L-20:00C |
| Correcaminos       | 1-2 | Tigres Mochis       | Marte R. Gómez        | 25 de marzo | 12:00         |
| Salamanca          | 2-1 | TR Coatzacoalcos    | Olímpico Sección 24   | 25 de marzo | 12:00         |
| Rayados A          | 1-3 | Santos Laguna A     | El Barrial            | 25 de marzo | 12:00         |
| Puebla             | 7-1 | Académicos          | Cuauhtémoc            | 25 de marzo | 12:00         |
| Monarcas Morelia A | 1-2 | Lobos BUAP          | Morelos               | 25 de marzo | 12:00         |
| Pegaso Real Colima | 1-0 | Atlético Mexiquense | Colima                | 26 de marzo | 20:00         |
| Cruz Azul Hidalgo  | 6-1 | Tecos A             | 10 de Diciembre       | 11 de abril | 15:00         |

| Tecos A             | 0-1 | Correcaminos       | Tres de Marzo          | 30 de marzo | 16:30         |
| Atlético Mexiquense | 0-0 | Monarcas Morelia A | Ixtapan 90             | 31 de marzo | 15:00         |
| Santos Laguna A     | 3-3 | Socio Águila       | Corona                 | 31 de marzo | 15:00         |
| TR Coatzacoalcos    | 1-0 | Dorados            | Rafael Hernández Ochoa | 31 de marzo | 19:00         |
| Tigres Mochis       | 1-1 | Puebla             | Centenario Los Mochis  | 31 de marzo | 19:30L-20:30C |
| Tampico Madero      | 2-0 | Pegaso Real Colima | Tamaulipas             | 31 de marzo | 21:00         |
| Académicos          | 0-1 | Pumas Morelos      | Miguel Hidalgo         | 1 de abril  | 12:00         |
| León                | 1-2 | Cruz Azul Hidalgo  | León                   | 1 de abril  | 12:00         |
| Lobos BUAP          | 1-2 | Durango            | Cuauhtémoc             | 1 de abril  | 12:00         |
| Indios              | 0-1 | Salamanca          | Olímpico Benito Juárez | 1 de abril  | 13:00L-14:00C |
| Tijuana             | 3-1 | Tapatío            | Unidad Deportiva CREA  | 1 de abril  | 13:00L-15:00C |
| Celaya              | 1-0 | Rayados A          | Miguel Alemán Valdés   | 1 de abril  | 15:00         |

| Socio Águila       | 2-2 | Celaya              | Azteca                | 6 de abril | 14:00         |
| Durango            | 0-1 | Atlético Mexiquense | Francisco Zarco       | 7 de abril | 15:30         |
| Pumas Morelos      | 3-0 | Tigres Mochis       | Centenario Cuernavaca | 7 de abril | 16:00         |
| Dorados            | 1-0 | Indios              | Banorte               | 7 de abril | 19:00L-20:00C |
| Tapatío            | 2-2 | TR Coatzacoalcos    | Jalisco               | 8 de abril | 12:00         |
| Monarcas Morelia A | 2-1 | Tampico Madero      | Morelos               | 8 de abril | 12:00         |
| Cruz Azul Hidalgo  | 1-4 | Santos Laguna A     | 10 de Diciembre       | 8 de abril | 12:00         |
| Correcaminos       | 0-2 | León                | Marte R. Gómez        | 8 de abril | 12:00         |
| Puebla             | 2-0 | Tecos A             | Cuauhtémoc            | 8 de abril | 12:00         |
| Salamanca          | 0-0 | Lobos BUAP          | Olímpico Sección 24   | 8 de abril | 12:00         |
| Rayados A          | 1-1 | Académicos          | El Barrial            | 8 de abril | 12:00         |
| Pegaso Real Colima | 2-0 | Tijuana             | Colima                | 9 de abril | 20:00         |

| Tecos A             | 0-2 | Pumas Morelos      | Tres de Marzo          | 14 de abril | 12:00         |
| Atlético Mexiquense | 0-0 | Salamanca          | Ixtapan 90             | 14 de abril | 15:00         |
| Indios              | 0-1 | Tapatío            | Olímpico Benito Juárez | 14 de abril | 18:00L-19:00C |
| TR Coatzacoalcos    | 0-2 | Pegaso Real Colima | Rafael Hernández Ochoa | 14 de abril | 19:00         |
| Tigres Mochis       | 0-1 | Rayados A          | Centenario Los Mochis  | 14 de abril | 19:30L-20:30C |
| Tampico Madero      | 1-1 | Durango            | Tamaulipas             | 14 de abril | 21:00         |
| Académicos          | 1-2 | Socio Águila       | Miguel Hidalgo         | 15 de abril | 12:00         |
| Santos Laguna A     | 2-0 | Correcaminos       | Corona                 | 15 de abril | 12:00         |
| Lobos BUAP          | 1-4 | Dorados            | Cuauhtémoc             | 15 de abril | 12:00         |
| León                | 0-5 | Puebla             | León                   | 15 de abril | 12:00         |
| Tijuana             | 4-3 | Monarcas Morelia A | Unidad Deportiva CREA  | 15 de abril | 13:00L-15:00C |
| Celaya              | 1-0 | Cruz Azul Hidalgo  | Miguel Alemán Valdés   | 15 de abril | 15:00         |

| Socio Águila       | 2-0 | Tigres Mochis       | Azteca                | 20 de abril | 14:00         |
| Durango            | 2-3 | Tijuana             | Francisco Zarco       | 21 de abril | 15:30         |
| Pumas Morelos      | 0-0 | León                | Centenario Cuernavaca | 21 de abril | 16:00         |
| Dorados            | 1-0 | Atlético Mexiquense | Banorte               | 21 de abril | 19:00L-20:00C |
| Tapatío            | 0-1 | Lobos BUAP          | Jalisco               | 22 de abril | 12:00         |
| Monarcas Morelia A | 3-2 | TR Coatzacoalcos    | Morelos               | 22 de abril | 12:00         |
| Cruz Azul Hidalgo  | 2-0 | Académicos          | 10 de Diciembre       | 22 de abril | 12:00         |
| Correcaminos       | 1-2 | Celaya              | Marte R. Gómez        | 22 de abril | 12:00         |
| Salamanca          | 2-1 | Tampico Madero      | Olímpico Sección 24   | 22 de abril | 12:00         |
| Puebla             | 4-1 | Santos Laguna A     | Cuauhtémoc            | 22 de abril | 12:00         |
| Rayados A          | 1-0 | Tecos A             | El Barrial            | 22 de abril | 12:00         |
| Pegaso Real Colima | 3-3 | Indios              | Colima                | 23 de abril | 20:00         |

| Atlético Mexiquense | 0-2 | Tapatío            | Ixtapan 90             | 28 de abril | 15:00         |
| TR Coatzacoalcos    | 1-0 | Durango            | Rafael Hernández Ochoa | 28 de abril | 17:00         |
| Tigres Mochis       | 1-1 | Cruz Azul Hidalgo  | Centenario Los Mochis  | 28 de abril | 19:30L-20:30C |
| Tampico Madero      | 0-2 | Dorados            | Tamaulipas             | 28 de abril | 21:00         |
| Académicos          | 0-0 | Correcaminos       | Miguel Hidalgo         | 29 de abril | 12:00         |
| Santos Laguna A     | 0-1 | Pumas Morelos      | Corona                 | 29 de abril | 12:00         |
| Lobos BUAP          | 1-2 | Pegaso Real Colima | Cuauhtémoc             | 29 de abril | 12:00         |
| León                | 1-0 | Rayados A          | León                   | 29 de abril | 12:00         |
| Tijuana             | 1-1 | Salamanca          | Unidad Deportiva CREA  | 29 de abril | 13:00L-15:00C |
| Celaya              | 3-2 | Puebla             | Miguel Alemán Valdés   | 29 de abril | 15:00         |
| Indios              | 3-1 | Monarcas Morelia A | Olímpico Benito Juárez | 29 de abril | 16:00L-17:00C |
| Tecos A             | 2-2 | Socio Águila       | Tres de Marzo          | 29 de abril | 17:00         |

## Grupos

### Grupo 1
| Pos. | Equipo                | Pts. | PJ | G  | E | P  | GF | GC | Dif. | Clasificación                   |
| ---- | --------------------- | ---- | -- | -- | - | -- | -- | -- | ---- | ------------------------------- |
| 1    | Dorados (C)           | 40   | 17 | 13 | 1 | 3  | 33 | 10 | +23  | Cuartos de final de la liguilla |
| 2    | Celaya                | 35   | 17 | 10 | 5 | 2  | 27 | 13 | +14  | Cuartos de final de la liguilla |
| 3    | León                  | 33   | 17 | 10 | 3 | 4  | 18 | 16 | +2   | Cuartos de final de la liguilla |
| 4    | Pegaso Real de Colima | 29   | 17 | 8  | 5 | 4  | 30 | 21 | +9   | Cuartos de final de la liguilla |
| 5    | Salamanca             | 27   | 17 | 6  | 9 | 2  | 21 | 15 | +6   |                                 |
| 6    | Morelia 'A' (D)       | 23   | 17 | 7  | 2 | 8  | 26 | 31 | −5   | Descenso de categoría           |
| 7    | Tapatío               | 20   | 17 | 5  | 5 | 7  | 18 | 20 | −2   |                                 |
| 8    | Tigres Mochis         | 19   | 17 | 4  | 7 | 6  | 15 | 22 | −7   |                                 |
| 9    | Santos Laguna 'A'     | 16   | 17 | 4  | 4 | 9  | 22 | 30 | −8   |                                 |
| 10   | Durango               | 15   | 17 | 3  | 6 | 8  | 16 | 20 | −4   |                                 |
| 11   | Tecos UAG 'A'         | 14   | 17 | 3  | 5 | 9  | 16 | 28 | −12  |                                 |
| 12   | Académicos            | 10   | 17 | 2  | 4 | 11 | 12 | 39 | −27  |                                 |

 Fuente: [cita requerida]

### Grupo 2
| Pos. | Equipo              | Pts. | PJ | G  | E | P  | GF | GC | Dif. | Clasificación                   |
| ---- | ------------------- | ---- | -- | -- | - | -- | -- | -- | ---- | ------------------------------- |
| 1    | Puebla              | 36   | 17 | 11 | 3 | 3  | 42 | 16 | +26  | Cuartos de final de la liguilla |
| 2    | Cruz Azul Hidalgo   | 34   | 17 | 11 | 1 | 5  | 34 | 22 | +12  | Cuartos de final de la liguilla |
| 3    | Pumas Morelos       | 29   | 17 | 8  | 5 | 4  | 20 | 14 | +6   | Cuartos de final de la liguilla |
| 4    | TR Coatzacoalcos    | 28   | 17 | 8  | 4 | 5  | 25 | 21 | +4   | Cuartos de final de la liguilla |
| 5    | Socio Águila        | 26   | 17 | 7  | 5 | 5  | 24 | 21 | +3   |                                 |
| 6    | Tijuana             | 25   | 17 | 8  | 1 | 8  | 26 | 30 | −4   |                                 |
| 7    | Indios Juárez       | 23   | 17 | 6  | 5 | 6  | 25 | 21 | +4   |                                 |
| 8    | Rayados 'A'         | 20   | 17 | 5  | 5 | 7  | 17 | 22 | −5   |                                 |
| 9    | Correcaminos UAT    | 18   | 17 | 5  | 3 | 9  | 20 | 23 | −3   |                                 |
| 10   | Lobos BUAP          | 17   | 17 | 5  | 2 | 10 | 23 | 34 | −11  |                                 |
| 11   | Tampico Madero      | 14   | 17 | 3  | 5 | 9  | 20 | 30 | −10  |                                 |
| 12   | Atlético Mexiquense | 12   | 17 | 3  | 3 | 11 | 12 | 23 | −11  |                                 |

 Fuente: [cita requerida]

## Tabla general
| Pos. | Equipo                | Pts. | PJ | G  | E | P  | GF | GC | Dif. | Clasificación                   |
| ---- | --------------------- | ---- | -- | -- | - | -- | -- | -- | ---- | ------------------------------- |
| 1    | Dorados (C)           | 40   | 17 | 13 | 1 | 3  | 33 | 10 | +23  | Cuartos de final de la liguilla |
| 2    | Puebla                | 36   | 17 | 11 | 3 | 3  | 42 | 16 | +26  | Cuartos de final de la liguilla |
| 3    | Celaya                | 35   | 17 | 10 | 5 | 2  | 27 | 13 | +14  | Cuartos de final de la liguilla |
| 4    | Cruz Azul Hidalgo     | 34   | 17 | 11 | 1 | 5  | 34 | 22 | +12  | Cuartos de final de la liguilla |
| 5    | León                  | 33   | 17 | 10 | 3 | 4  | 18 | 16 | +2   | Cuartos de final de la liguilla |
| 6    | Pegaso Real de Colima | 29   | 17 | 8  | 5 | 4  | 30 | 21 | +9   | Cuartos de final de la liguilla |
| 7    | Pumas Morelos         | 29   | 17 | 8  | 5 | 4  | 20 | 14 | +6   | Cuartos de final de la liguilla |
| 8    | TR Coatzacoalcos      | 28   | 17 | 8  | 4 | 5  | 25 | 21 | +4   | Cuartos de final de la liguilla |
| 9    | Salamanca             | 27   | 17 | 6  | 9 | 2  | 21 | 15 | +6   |                                 |
| 10   | Socio Águila          | 26   | 17 | 7  | 5 | 5  | 24 | 21 | +3   |                                 |
| 11   | Tijuana               | 25   | 17 | 8  | 1 | 8  | 26 | 30 | −4   |                                 |
| 12   | Indios                | 23   | 17 | 6  | 5 | 6  | 25 | 21 | +4   |                                 |
| 13   | Morelia 'A'           | 23   | 17 | 7  | 2 | 8  | 26 | 31 | −5   | Descenso de categoría           |
| 14   | Tapatío               | 20   | 17 | 5  | 5 | 7  | 18 | 20 | −2   |                                 |
| 15   | Rayados 'A'           | 20   | 17 | 5  | 5 | 7  | 17 | 22 | −5   |                                 |
| 16   | Tigres Mochis         | 19   | 17 | 4  | 7 | 6  | 15 | 22 | −7   |                                 |
| 17   | Correcaminos UAT      | 18   | 17 | 5  | 3 | 9  | 20 | 23 | −3   |                                 |
| 18   | Lobos BUAP            | 17   | 17 | 5  | 2 | 10 | 23 | 34 | −11  |                                 |
| 19   | Santos Laguna 'A'     | 16   | 17 | 4  | 4 | 9  | 22 | 30 | −8   |                                 |
| 20   | Durango               | 15   | 17 | 3  | 6 | 8  | 16 | 20 | −4   |                                 |
| 21   | Tampico Madero        | 14   | 17 | 3  | 5 | 9  | 20 | 30 | −10  |                                 |
| 22   | Tecos UAG 'A'         | 14   | 17 | 3  | 5 | 9  | 16 | 28 | −12  |                                 |
| 23   | Atlético Mexiquense   | 12   | 17 | 3  | 3 | 11 | 12 | 23 | −11  |                                 |
| 24   | Académicos            | 10   | 17 | 2  | 4 | 11 | 12 | 39 | −27  |                                 |

 Fuente: [cita requerida]

## Tabla Porcentual
| Pos. | Equipo                | A-2004           | C-2005           | A-2005           | C-2006           | A-2006 | C-2007 | Puntos | PJ  | Dif. | Cociente |                       |
| ---- | --------------------- | ---------------- | ---------------- | ---------------- | ---------------- | ------ | ------ | ------ | --- | ---- | -------- | --------------------- |
| 1.   | Celaya                | -                | -                | -                | -                | 31     | 35     | 66     | 34  | +19  | 1.9412   |                       |
| 2.   | Cruz Azul Hidalgo     | 26               | 35               | 33               | 31               | 33     | 34     | 192    | 110 | +51  | 1.7455   |                       |
| 3.   | Dorados               | Primera División | Primera División | Primera División | Primera División | 19     | 40     | 59     | 34  | +19  | 1.7353   |                       |
| 4.   | Puebla                | Primera División | Primera División | 33               | 14               | 33     | 36     | 116    | 72  | +30  | 1.6111   |                       |
| 5.   | León                  | 32               | 32               | 23               | 30               | 25     | 33     | 175    | 110 | +25  | 1.5909   |                       |
| 6.   | Salamanca             | 26               | 32               | 23               | 30               | 33     | 27     | 171    | 110 | +20  | 1.5545   |                       |
| 7.   | Pegaso Real de Colima | Segunda División | Segunda División | Segunda División | Segunda División | 23     | 29     | 52     | 34  | +14  | 1.5294   |                       |
| 8.   | Pumas Morelos         | -                | -                | -                | -                | 23     | 29     | 52     | 34  | +9   | 1.5294   |                       |
| 9.   | Indios                | 21               | 33               | 32               | 30               | 29     | 23     | 168    | 110 | +31  | 1.5273   |                       |
| 10.  | Correcaminos UAT      | 30               | 18               | 40               | 35               | 25     | 18     | 166    | 110 | +7   | 1.5091   |                       |
| 11.  | Tapatío               | -                | -                | 30               | 34               | 20     | 20     | 104    | 72  | −4   | 1.4444   |                       |
| 12.  | Socio Águila          | 24               | 34               | 18               | 24               | 23     | 26     | 149    | 110 | +3   | 1.3545   |                       |
| 13.  | Rayados 'A'           | 30               | 29               | 19               | 29               | 21     | 20     | 148    | 110 | −3   | 1.3455   |                       |
| 14.  | Durango               | 24               | 28               | 26               | 26               | 27     | 15     | 146    | 110 | +1   | 1.3273   |                       |
| 15.  | TR Coatzacoalcos      | 22               | 17               | 25               | 26               | 26     | 28     | 144    | 110 | −24  | 1.3091   |                       |
| 16.  | Tijuana               | 19               | 29               | 22               | 22               | 20     | 25     | 137    | 110 | −17  | 1.2455   |                       |
| 17.  | Tampico Madero        | 19               | 28               | 26               | 29               | 20     | 14     | 136    | 110 | −15  | 1.2364   |                       |
| 18.  | Tigres Mochis         | 30               | 24               | 27               | 19               | 15     | 19     | 134    | 110 | −20  | 1.2182   |                       |
| 19.  | Lobos BUAP            | 27               | 21               | 19               | 27               | 23     | 17     | 134    | 110 | −28  | 1.2182   |                       |
| 20.  | Santos Laguna 'A'     | -                | -                | -                | -                | 23     | 16     | 39     | 34  | −9   | 1.1471   |                       |
| 21.  | Atlético Mexiquense   | 32               | 19               | 19               | 27               | 17     | 12     | 126    | 110 | −17  | 1.1455   |                       |
| 22.  | Académicos            | Segunda División | Segunda División | 32               | 19               | 20     | 10     | 81     | 72  | −22  | 1.1250   |                       |
| 23.  | Tecos UAG 'A'         | -                | -                | -                | -                | 20     | 14     | 34     | 34  | −12  | 1.0000   |                       |
| 24.  | Morelia 'A'           | -                | -                | -                | -                | 8      | 23     | 31     | 34  | −27  | 0.9118   | Descenso de categoría |

## Liguilla
|  | Cuartos de final                                           | Cuartos de final                                           | Cuartos de final                                           | Cuartos de final                                           | Cuartos de final                                           |   |   | Semifinales                                                   | Semifinales                                                   | Semifinales                                                   | Semifinales                                                   | Semifinales                                                   |  |   | Final                                                | Final                                                | Final                                                | Final                                                | Final                                                |  |
|  | 2 y 3 de mayo de 2007 (ida) 5 y 6 de mayo de 2007 (vuelta) | 2 y 3 de mayo de 2007 (ida) 5 y 6 de mayo de 2007 (vuelta) | 2 y 3 de mayo de 2007 (ida) 5 y 6 de mayo de 2007 (vuelta) | 2 y 3 de mayo de 2007 (ida) 5 y 6 de mayo de 2007 (vuelta) | 2 y 3 de mayo de 2007 (ida) 5 y 6 de mayo de 2007 (vuelta) |   |   | 9 y 10 de mayo de 2007 (ida) 12 y 13 de mayo de 2007 (vuelta) | 9 y 10 de mayo de 2007 (ida) 12 y 13 de mayo de 2007 (vuelta) | 9 y 10 de mayo de 2007 (ida) 12 y 13 de mayo de 2007 (vuelta) | 9 y 10 de mayo de 2007 (ida) 12 y 13 de mayo de 2007 (vuelta) | 9 y 10 de mayo de 2007 (ida) 12 y 13 de mayo de 2007 (vuelta) |  |   | 16 de mayo de 2007 (ida) 19 de mayo de 2007 (vuelta) | 16 de mayo de 2007 (ida) 19 de mayo de 2007 (vuelta) | 16 de mayo de 2007 (ida) 19 de mayo de 2007 (vuelta) | 16 de mayo de 2007 (ida) 19 de mayo de 2007 (vuelta) | 16 de mayo de 2007 (ida) 19 de mayo de 2007 (vuelta) |  |
|  |                                                            |                                                            |                                                            |                                                            |                                                            |   |   |                                                               |                                                               |                                                               |                                                               |                                                               |  |   |                                                      |                                                      |                                                      |                                                      |                                                      |  |
|  |                                                            |                                                            |                                                            |                                                            |                                                            |   |   |                                                               |                                                               |                                                               |                                                               |                                                               |  |   |                                                      |                                                      |                                                      |                                                      |                                                      |  |
|  | 1                                                          | Dorados (*)                                                | 1                                                          | 1                                                          | 2                                                          |   |   |                                                               |                                                               |                                                               |                                                               |                                                               |  |   |                                                      |                                                      |                                                      |                                                      |                                                      |  |
|  | 1                                                          | Dorados (*)                                                | 1                                                          | 1                                                          | 2                                                          |   |   |                                                               |                                                               |                                                               |                                                               |                                                               |  |   |                                                      |                                                      |                                                      |                                                      |                                                      |  |
|  | 8                                                          | TR Coatzacoalcos                                           | 0                                                          | 2                                                          | 2                                                          |   |   |                                                               |                                                               |                                                               |                                                               |                                                               |  |   |                                                      |                                                      |                                                      |                                                      |                                                      |  |
|  | 8                                                          | TR Coatzacoalcos                                           | 0                                                          | 2                                                          | 2                                                          |   | 1 | Dorados                                                       | 0                                                             | 1                                                             | 1                                                             |                                                               |  |   |                                                      |                                                      |                                                      |                                                      |                                                      |  |
|  |                                                            |                                                            |                                                            |                                                            |                                                            |   | 1 | Dorados                                                       | 0                                                             | 1                                                             | 1                                                             |                                                               |  |   |                                                      |                                                      |                                                      |                                                      |                                                      |  |
|  |                                                            |                                                            | 6                                                          | Pegaso Real de Colima                                      | 0                                                          | 0 | 0 |                                                               |                                                               |                                                               |                                                               |                                                               |  |   |                                                      |                                                      |                                                      |                                                      |                                                      |  |
|  | 3                                                          | Celaya                                                     | 6                                                          | Pegaso Real de Colima                                      | 0                                                          | 0 | 0 | 2                                                             | -                                                             | 2                                                             |                                                               |                                                               |  |   |                                                      |                                                      |                                                      |                                                      |                                                      |  |
|  | 3                                                          | Celaya                                                     |                                                            |                                                            |                                                            |   |   |                                                               |                                                               | 2                                                             |                                                               |                                                               |  |   |                                                      |                                                      |                                                      |                                                      |                                                      |  |
|  | 6                                                          | Pegaso Real de Colima                                      | 2                                                          | -                                                          | 2                                                          |   |   |                                                               |                                                               |                                                               |                                                               |                                                               |  |   |                                                      |                                                      |                                                      |                                                      |                                                      |  |
|  | 6                                                          | Pegaso Real de Colima                                      | 2                                                          | -                                                          | 2                                                          |   |   |                                                               |                                                               |                                                               |                                                               |                                                               |  | 1 | Dorados                                              | 1                                                    | 4                                                    | 5                                                    |                                                      |  |
|  |                                                            |                                                            |                                                            |                                                            |                                                            |   |   |                                                               |                                                               |                                                               |                                                               |                                                               |  | 1 | Dorados                                              | 1                                                    | 4                                                    | 5                                                    |                                                      |  |
|  |                                                            |                                                            | 5                                                          | León                                                       | 3                                                          | 1 | 4 |                                                               |                                                               |                                                               |                                                               |                                                               |  |   |                                                      |                                                      |                                                      |                                                      |                                                      |  |
|  | 2                                                          | Puebla                                                     | 5                                                          | León                                                       | 3                                                          | 1 | 4 | 3                                                             | 1                                                             | 4                                                             |                                                               |                                                               |  |   |                                                      |                                                      |                                                      |                                                      |                                                      |  |
|  | 2                                                          | Puebla                                                     |                                                            |                                                            |                                                            |   |   |                                                               |                                                               | 4                                                             |                                                               |                                                               |  |   |                                                      |                                                      |                                                      |                                                      |                                                      |  |
|  | 7                                                          | Pumas Morelos                                              | 2                                                          | 1                                                          | 3                                                          |   |   |                                                               |                                                               |                                                               |                                                               |                                                               |  |   |                                                      |                                                      |                                                      |                                                      |                                                      |  |
|  | 7                                                          | Pumas Morelos                                              | 2                                                          | 1                                                          | 3                                                          |   | 2 | Puebla                                                        | 0                                                             | 3                                                             | 3                                                             |                                                               |  |   |                                                      |                                                      |                                                      |                                                      |                                                      |  |
|  |                                                            |                                                            |                                                            |                                                            |                                                            |   | 2 | Puebla                                                        | 0                                                             | 3                                                             | 3                                                             |                                                               |  |   |                                                      |                                                      |                                                      |                                                      |                                                      |  |
|  |                                                            |                                                            | 5                                                          | León                                                       | 2                                                          | 3 | 5 |                                                               |                                                               |                                                               |                                                               |                                                               |  |   |                                                      |                                                      |                                                      |                                                      |                                                      |  |
|  | 4                                                          | Cruz Azul Hidalgo                                          | 5                                                          | León                                                       | 2                                                          | 3 | 5 | 3                                                             | 0                                                             | 3                                                             |                                                               |                                                               |  |   |                                                      |                                                      |                                                      |                                                      |                                                      |  |
|  | 4                                                          | Cruz Azul Hidalgo                                          |                                                            |                                                            |                                                            |   |   |                                                               |                                                               | 3                                                             |                                                               |                                                               |  |   |                                                      |                                                      |                                                      |                                                      |                                                      |  |
|  | 5                                                          | León                                                       | 1                                                          | 3                                                          | 4                                                          |   |   |                                                               |                                                               |                                                               |                                                               |                                                               |  |   |                                                      |                                                      |                                                      |                                                      |                                                      |  |
|  | 5                                                          | León                                                       | 1                                                          | 3                                                          | 4                                                          |   |   |                                                               |                                                               |                                                               |                                                               |                                                               |  |   |                                                      |                                                      |                                                      |                                                      |                                                      |  |
|  |                                                            |                                                            |                                                            |                                                            |                                                            |   |   |                                                               |                                                               |                                                               |                                                               |                                                               |  |   |                                                      |                                                      |                                                      |                                                      |                                                      |  |

- (*) Avanza por su posición en la tabla general.

1. ↑  El Celaya fue descalificado por alineación indebida. Pegaso Real Colima avanzó a semifinales.

### Cuartos de final

#### Dorados vs Tiburones Rojos de Coatzacoalcos
| 2 de mayo de 2007, 17:00 | TR Coatzacoalcos | 0:1 | Dorados | Estadio Rafael Hernández Ochoa, Coatzacoalcos |  |

| 5 de mayo de 2007, 19:00                                                           | Dorados | 1:2 (2:2) | TR Coatzacoalcos | Estadio Banorte, Culiacán |  |
| Dorados de Sinaloa avanza a Semifinales por mejor posición en la tabla. Global 2-2 |         |           |                  |                           |  |

#### Celaya vs Pegaso Real Colima
| 3 de mayo de 2007, 20:00 | Pegaso Real Colima | 2:2 | Celaya | Estadio Colima, Colima |  |

| 6 de mayo de 2007, 15:00                                                                 | Celaya | Anulado (2:2) | Pegaso Real Colima | Estadio Miguel Alemán, Celaya |  |
| Celaya es descalificado por alineación indebida. Pegaso Real Colima avanza a semifinales |        |               |                    |                               |  |

#### Puebla vs Pumas Morelos
| 3 de mayo de 2007, 17:00 | Pumas Morelos | 2:3 | Puebla | Estadio Centenario, Cuernavaca |  |

| 6 de mayo de 2007, 12:00                | Puebla | 1:1 (4:3) | Pumas Morelos | Estadio Cuauhtémoc, Puebla |  |
| Puebla avanza a semifinales. Global 4-3 |        |           |               |                            |  |

#### Cruz Azul Hidalgo vs León
| 3 de mayo de 2007, 20:30 | León | 1:3 | Cruz Azul Hidalgo | Estadio León, León |  |

| 6 de mayo de 2007, 12:00              | Cruz Azul Hidalgo | 0:3 (3:4) | León | Estadio 10 de diciembre, Ciudad Cooperativa Cruz Azul |  |
| León avanza a semifinales. Global 3-4 |                   |           |      |                                                       |  |

### Semifinales

#### Dorados vs Pegaso Real Colima
| 9 de mayo de 2007, 20:00 | Pegaso Real Colima | 0:0 | Dorados | Estadio Colima, Colima |  |

| 12 de mayo de 2007, 19:00             | Dorados | 1:0 (1:0) | Pegaso Real Colima | Estadio Banorte, Culiacán |  |
| Dorados avanza a la final. Global 1-0 |         |           |                    |                           |  |

#### Puebla vs León
| 10 de mayo de 2007, 20:30 | León | 2:0 | Puebla | Estadio León, León |  |

| 13 de mayo de 2007, 12:00          | Puebla | 3:3 (3:5) | León | Estadio Cuauhtémoc, Puebla |  |
| León avanza a la final. Global 3-5 |        |           |      |                            |  |

### Final

#### Dorados vs León
| 16 de mayo de 2007, 20:30 | León                                  | 3:1 | Dorados        | Estadio León, León |  |
|                           | Fierros 19' · Sotilli 30' · Mejía 52' |     | Casartelli 73' |                    |  |

| 19 de mayo de 2007, 19:00                            | Dorados                                               | 4:1 (5:4) | León        | Estadio Banorte, Culiacán |  |
|                                                      | Padilla 23' 45' · Lucas Silva 56' (pen.) · Gaytán 61' |           | Sotilli 57' |                           |  |
| Dorados campeón del Torneo Clausura 2007. Global 5-4 |                                                       |           |             |                           |  |

| Campeón Clausura 2007           |
| ------------------------------- |
| Dorados de Sinaloa (2do título) |

## Final de Ascenso
Artículo Principal: Final de Ascenso 2006-07
La final de ascenso enfrentó a Dorados de Sinaloa contra el Club Puebla, campeón del Apertura 2006. El conjunto poblano ganó la serie logrando su ascenso a la Primera División.
| Predecesor: Apertura 2006 | Temporadas de la Primera División 'A' de México Clausura 2007 | Sucesor: Apertura 2007 |